# Praça da Batalha (Porto)

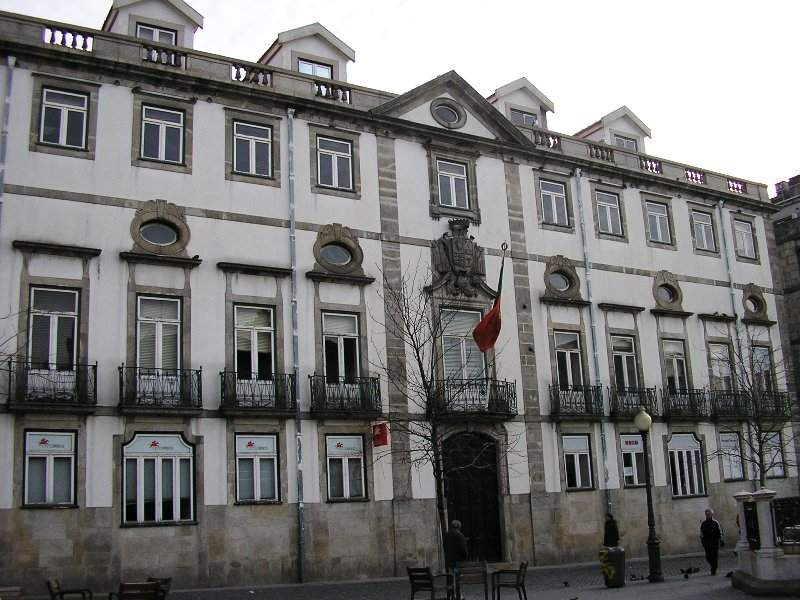
Palácio da Batalha, serviu de hospital durante o Cerco do Porto e foi transformado em hotel.

A Praça da Batalha está localizada entre as freguesias da Sé e de Santo Ildefonso, no centro da cidade do Porto, em Portugal.

## Origem do nome
Diz a tradição que, no século X, este local foi palco de uma sangrenta batalha entre os sarracenos de Almançor e os habitantes do Porto, que acabariam por sair derrotados, originando o arrasamento da cidade.

## História
No ângulo sudoeste da atual praça ficava situada a Porta do Cimo de Vila da Muralha Fernandina, junto da qual ficava a Capela de Nossa Senhora da Batalha. No século XVIII, a zona sofreu grandes transformações, sendo demolida a muralha.
No lado oriental da praça podemos ver um palacete brasonado mandado construir nos fins do século XVIII pela família Melo Correia e posteriormente vendido em 1826 por António de Melo Correia Pereira de Medela a José Anastácio da Silva da Fonseca, cavaleiro da Casa Real. Na altura do Cerco do Porto os proprietários pró-miguelistas abandonaram o palacete, o que fez com que o governo liberal lá se instalasse, usando-o para várias instituições públicas e hospital de sangue. Foi aqui que Bernardo de Sá Nogueira, mais tarde Marquês de Sá da Bandeira, foi internado após ter sido gravemente ferido, acabando-se por lhe amputar o braço direito ferido. Em 1842, foi restituído aos antigos donos e, em 1861, quando a câmara mandou terraplanar o largo, o palácio ficou cerca de um metro mais alto que o pavimento da praça. A câmara deu ao proprietário 800 mil réis de indemnização, dinheiro usado para rebaixar o pavimento do palácio. Estação central dos Correios, Telégrafos e Telefones ao longo de grande parte do século XX, em 2009 o edifício foi vendido ao grupo hoteleiro Hotel Dona Inês que aí prevê instalar um hotel de charme.
A praça é, desde 1866, dominada pelo monumento a D. Pedro V, da autoria de Teixeira Lopes, pai. Na praça está também localizado o Teatro Nacional São João e o Cine-Teatro Batalha.
A  operação de reabilitação urbana realizada no âmbito do Porto 2001, envolveu a P da Batalha, o Lg Stº Ildefonso,a Rua 31 de Janieo, R. Augusto Rosa e Lg 1º de Dezembro, e foi coordenada pelo Arqº Adalberto Dias, tendo colaborado ainda os Arq. Fernando Távora, Alvaro Siza, Souto de Moura, Alcino Soutinho e J.Pedro Xavier.

## Pontos de interesse
- Estátua de D.Pedro V (1866), da autoria de Teixeira Lopes, pai, localizada no centro da praça.
- Palácio da Batalha, palacete abrasonado do finais do século XVIII, localizado no lado nascente da praça.
- Teatro Nacional São João (1911-1920), projeto de Marques da Silva, localizado no lado sul da praça.
- Cine-Teatro Batalha (1947), projeto de Artur Andrade, localizado no lado nascente da praça.
- Igreja de Santo Ildefonso (reconstruída em 1730), com fachada guarnecida por azulejos da autoria de Jorge Colaço (1932), localizada no lado norte da praça.

## Acessos
- Estação São Bento (400 m para O)
- Linhas: 22 (elétrico), 207, 400 e 904 dos STCP.